# TAT Nigeria
A TAT Nigéria era uma companhia aérea fretada virtual nigeriana com base no Aeroporto Internacional Murtala Muhammed, em Lagos. É especializada em viagens de peregrinos cristãos principalmente a Israel.

## Frota
A TAT Nigéria não possuía frota própria e aeronaves fretadas de outras operadoras, o que a tornava, na época de sua extinção, uma companhia aérea virtual, economicamente falando. Anteriormente, eles usavam um Airbus A330-200 e um Boeing 747-400.
| Aeronaves       | Total | Notas                        |
| --------------- | ----- | ---------------------------- |
| Airbus A330-200 | 1     | Operado pela Israir Airlines |
| Boeing 747-400  | 1     | Operado pela El Al           |
| Total           | 2     |                              |